# Dworzec nadziei
Dworzec nadziei (port. Central do Brasil) – brazylijski film fabularny z 1998 roku w reżyserii Waltera Sallesa i na podstawie jego pomysłu.
Film jest opisem podróży starej, samotnej kobiety Dory, która wyrusza z dziewięcioletnim Josuém ze slumsów Rio de Janeiro w poszukiwaniu jego ojca. Krytycy często interpretowali ten obraz jako opowieść o poszukiwaniu Boga i sile wiary, bowiem główny wątek sprowadza się do poszukiwania Jesusa, a chłopiec ufa Dorze, chociaż kobieta jest oszustką.
Od obrazu Sallesa i dzięki licznym nagrodom, które zdobył (Złoty Niedźwiedź, Złoty Glob, BAFTA, dwie nominacje do Oscara), rozpoczął się renesans kinematografii brazylijskiej. Pierwszą falę świetności przeżywała ona w latach 60. (Cinema Novo), ale później znana był głównie z produkcji telenowel. Po 1998 roku powstały takie filmy jak Miasto Boga Fernando Meirellesa i Dzienniki motocyklowe Sallesa; wszystkie, inaczej niż obrazy z lat 60., wpisujące się często w nurt realizmu magicznego, portretują brutalny świat biedoty i ukazują ciemną stronę brazylijskiej rzeczywistości.

## Obsada
- Fernanda Montenegro – Isadora Teixeira
- Vinícius de Oliveira – Josué Fontanele de Paiva
- Marília Pêra – Irene
- Sôia Lira – Ana, matka Josuégo
- Othon Bastos – César
- Otávio Augusto – Pedrão
- Stela Freitas – Yolanda
- Matheus Nachtergaele – Isaías
- Caio Junqueira – Moisés

## Fabuła
Dora (Fernanda Montenegro), emerytowana nauczycielka, dorabia, pisząc listy dla analfabetów na Dworcu Centralnym w Rio de Janeiro. Jedną z jej klientek jest Ana (Sôia Lira), która pragnie się skontaktować z Jesusem, ojcem swojego dziewięcioletniego syna Josuégo (Vinícius de Oliveira). Kiedy Ana ginie pod kołami autobusu, chłopiec, wierząc, że matka tylko wyjechała, czeka na nią na dworcu. W końcu Josué trafia do domu Dory.
Niedługo potem chłopiec odkrywa, że kobieta jest oszustką i nie wysyła napisanych listów. Dla samotnej, zgorzkniałej kobiety obecność Josuégo staje się coraz bardziej kłopotliwa. Z pomocą Pedrão (Otávio Augusto), znajomego z dworca, sprzedaje dziecko Yolandzie (Stela Freitas), która twierdzi, że umieści go w rodzinie zastępczej w Europie. Za otrzymane pieniądze Dora kupuje kolorowy telewizor. Jednak po rozmowie z przyjaciółką Irene (Marília Pêra), która podejrzewa, że Yolanda to oszustka, wykrada chłopca. W obawie przed zemstą decyduje się wyjechać z małym z miasta w poszukiwaniu jego ojca.
Na pierwszym postoju autokaru Dora wysiada, prosząc o opiekę nad Josuém jednego z pasażerów, i kupuje bilet powrotny, jednak chłopiec wysiada razem z nią. Spotykają Césara (Othon Bastos), samotnego kierowcę ciężarówki, który okazuje im życzliwość, karmi i zabiera ze sobą. Kiedy właściciel sklepu, przyjaciel Césara, sugeruje, że Dora ukradła jedzenie, mężczyzna wstawia się za nią. Kobieta, stara panna bez rodziny, za namową Josuégo po raz pierwszy maluje usta szminką i próbuje dać Césarowi do zrozumienia, że przyjaźń z nim wiele dla niej znaczy, lecz przestraszony mężczyzna odjeżdża, zostawiając ich na prowincjonalnym dworcu. Dora sprzedaje zegarek i oboje dostają się do miasta.
W domu Jesusa mieszka inna rodzina. Otrzymują nowy adres i ruszają dalej. W kolejnym mieście biedni, głodni i zmęczeni trafiają na obchody jakiegoś święta religijnego. Po kłótni Josué ucieka, a kobieta traci przytomność. Chłopiec wraca i opiekuje się nią. W pewnym momencie wpada na pomysł, że Dora mogłaby pisać listy analfabetom. Za zarobione pieniądze Josué kupuje Dorze nową sukienkę. Kolejną noc spędzają w hotelu.
Pod nowym adresem zastają mężczyznę, który twierdzi, że Jesus wyjechał i nikt nie wie, gdzie jest. Dora wspomina swojego ojca. Zrezygnowani czekając na autobus powrotny spotykają Isaíasa (Matheus Nachtergaele), syna Jesusa. W jego domu poznają jego brata Moisésa (Caio Junqueira). Chłopiec zaprzyjaźnia się z nimi. Dora wymyka się w środku nocy, uważając, że będzie mu lepiej z braćmi. Jednak Josué budzi się i biegnie za nią. Kobieta wsiada do autobusu i odjeżdża. W liście do swojego małego przyjaciela wyznaje ile dla niej znaczy i prosi, aby nigdy o niej nie zapomniał.

## Nagrody i nominacje
- Festiwal Filmowy w Berlinie 1998:
  - Złoty Niedźwiedź
  - Najlepsza Rola Kobieca (Fernanda Montenegro)

- Złoty Glob 1998:
  - Najlepszy film zagraniczny
  - nominacja - Najlepsza aktorka pierwszoplanowa w dramacie (Fernanda Montenegro)

- BAFTA 1998:
  - Najlepszy film zagraniczny

- Oscar 1998:
  - nominacja - Najlepszy film nieanglojęzyczny
  - nominacja - Najlepsza aktorka pierwszoplanowa (Fernanda Montenegro)

- Camerimage 1998:
  - Najlepsze zdjęcia (Walter Carvalho)

- Cezar 1999:
  - nominacja - Najlepszy film zagraniczny

## Informacje dodatkowe
- Odtwórca postaci Josuégo Vinícius de Oliveira był pucybutem na lotnisku w Rio de Janeiro. Wcześniej Walter Salles przesłuchał ponad półtora tysiąca chłopców z różnych krajów. Spotkał go przypadkiem, kiedy wracał z kolejnego nieudanego castingu do tej roli.
- Fernanda Montenegro jest pierwszą aktorką z Ameryki Południowej, która otrzymała nominację do Oscara.